# Gornje Čičevo
Gornje Čičevo (cyr. Горње Чичево) – wieś w Bośni i Hercegowinie, w Republice Serbskiej, w mieście Trebinje. W 2013 roku liczyła 36 mieszkańców.